# Хасан Ал
Хасан Ал (дан. Hasan Al; 18 червня 1972, Сівас, Сівас (провінція)) — данський професійний боксер напівсередньої ваги турецького походження, чемпіон Європи серед аматорів.

## Аматорська кар'єра
На чемпіонаті світу 1995 програв в першому бою.
На чемпіонаті Європи 1996 Хасан Ал досяг найбільшого успіху в спортивній кар'єрі, здобувши титул чемпіона.
- В 1/16 фіналу переміг Майкла Джонса (Англія) —13-5
- В 1/8 фіналу переміг Віталіюса Карпачяускаса (Литва) — 4-3
- В чвертьфіналі переміг Тенгіза Месхадзе (Грузія) — 6-2
- В півфіналі переміг Сергія Дзиндзирука (Україна) — 3-1
- В фіналі переміг Мар'яна Сіміона (Румунія) — 10-4

На Олімпійських іграх 1996 Хасан Ал переміг Рогеліо Мартінеса (Домініканська республіка) — RSCI-3 та Сергія Дзиндзирука — 10-4, а в чвертьфіналі програв Мар'яну Сіміону — 8-16.

## Професійна кар'єра
Після Олімпіади 1996 Хасан Ал перейшов у професіонали. Виступав протягом 1996—2004 років і в 36 боях здобув 32 перемоги лише при одній поразці, втім за титул чемпіона світу жодного разу не бився. Найбільш значущою в кар'єрі для нього стала перемога 1998 року над олімпійським чемпіоном, колишнім дворазовим чемпіоном світу за версіями IBF та WBA американцем Мелдріком Тейлором.
2001 року провів 2 боя за титул інтернаціонального чемпіона WBC в напівсередній вазі проти майбутнього чемпіона світу аргентинця Карлоса Бальдоміра. Перший бій завершився нічиєю, а в другому перемога була на боці Бальдоміра.